# 披针贯众
披针贯众（学名：Cyrtomium devexiscapulae）为鳞毛蕨科贯众属下的一个种。

## 扩展阅读
- 維基物種上的相關：披针贯众